# Taraxacum schroeterianum
Il  tarassaco di Schroeter   (nome scientifico Taraxacum schroeterianum  Hand.-Mazz., 1905 ) è una specie di pianta angiosperma dicotiledone del genere Taraxacum della famiglia delle Asteraceae. Il Taraxacum schroeterianum è anche l'unica specie del gruppo  Taraxacum sect. Rhodocarpa  Soest, 1954.

## Etimologia
Il nome scientifico della specie è stato definito dal botanico Heinrich Raphael Eduard Handel-Mazzetti (1882-1940) nella pubblicazione "Oesterreichische Botanische Zeitschrift. Gemeinnütziges Organ für Botanik" (Oesterr. Bot. Z. 55: 461) del 1905. Il nome scientifico della sezione è stato definito dal botanico Johannes Leendert van Soest (1898-1983) nella pubblicazione "Collectanea Botanica (Barcelona)" (Collect. Bot. (Barcelona) 4: 15) del 1954.

## Descrizione

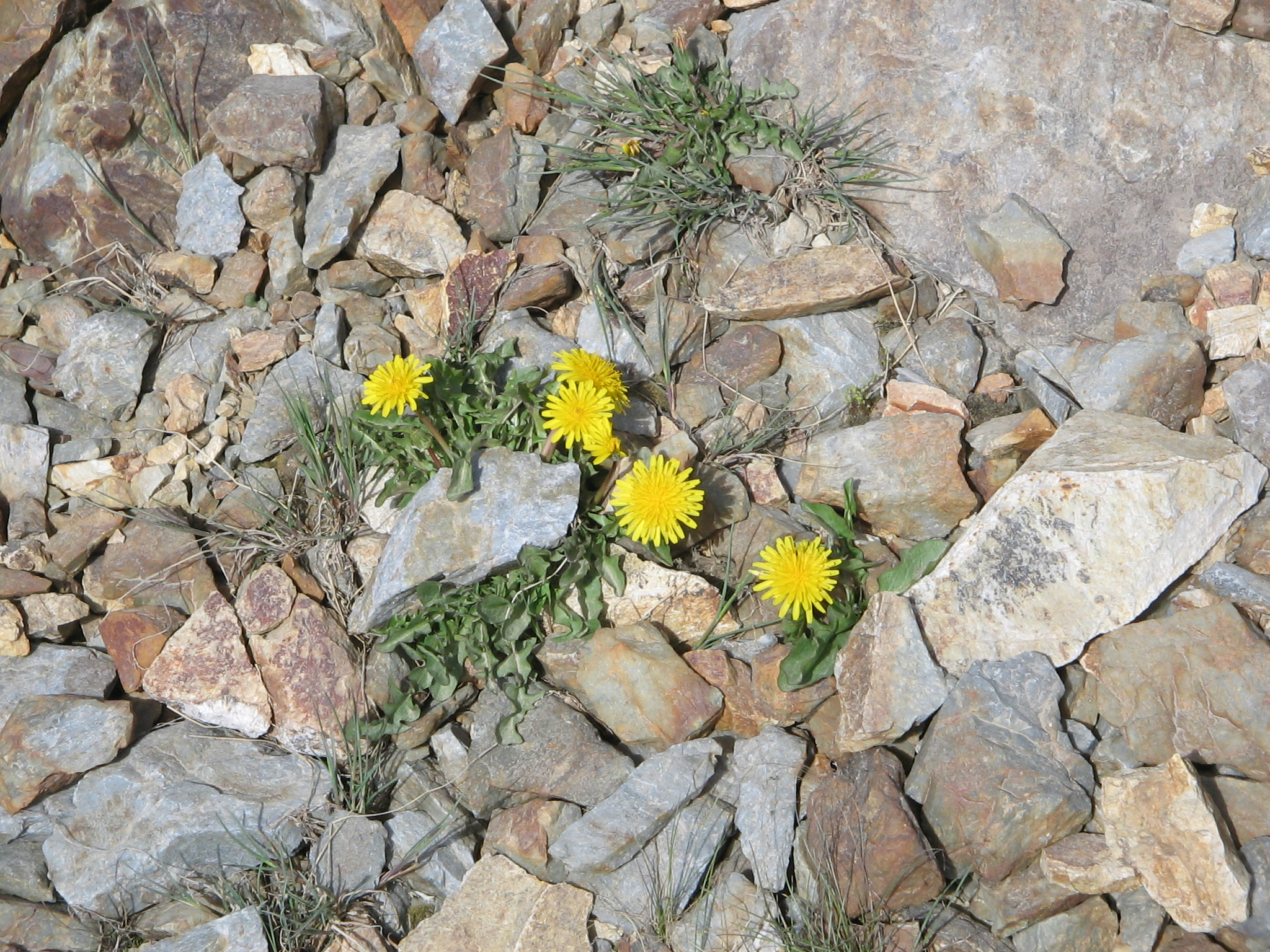
Il portamento

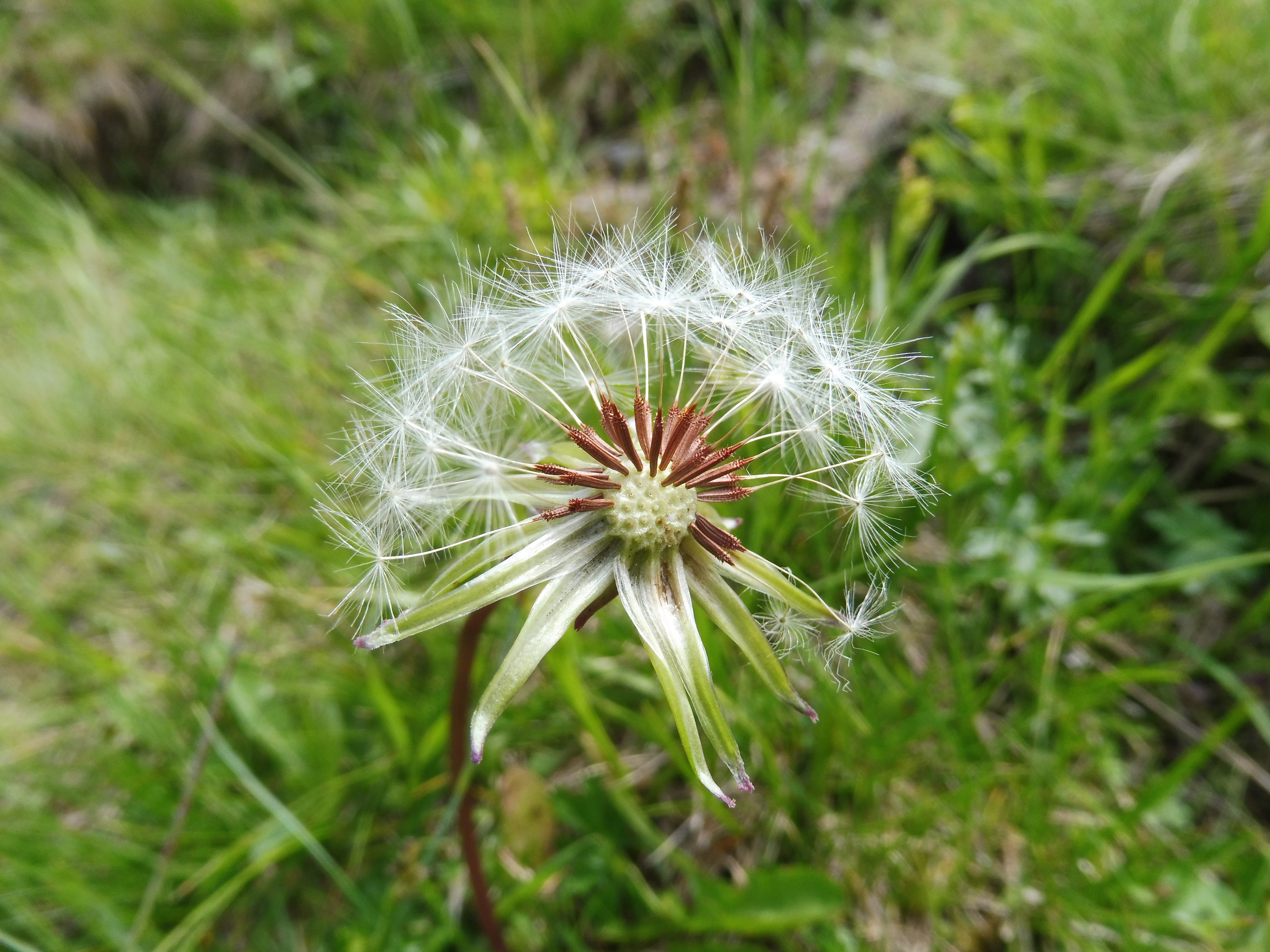
I frutti

Habitus. Taraxacum schroeterianum è una piante perenne scaposa e bassa. La forma biologica prevalente è emicriptofita rosulata (H ros), ossia sono piante erbacee, a ciclo biologico perenne, con gemme svernanti al livello del suolo e protette dalla lettiera o dalla neve e hanno le foglie disposte a formare una rosetta basale. La riproduzione delle specie di questo genere può avvenire normalmente per via sessuale oppure anche in modo apomittico.
Radici. Le radici sono dei sottili fittoni raramente ramificati. Il fittone è perenne e quando aumenta in grossezza la sua lunghezza si espande e si contrae alternativamente. Nella radice è presente un lattice amaro.
Fusto. La parte aerea vera e propria del fusto è assente: dalla parte apicale del rizoma, posto al livello del suolo, emerge direttamente la rosetta basale e uno o più peduncoli cavi e afilli dell'infiorescenza; questi possono essere glabri o villosi (soprattutto nella parte distale). Le piante di questo gruppo sono alte 15 – 30 cm.
Foglie. Le foglie sono solamente basali (rosette radicali) con disposizione alterna lungo il caule. Il picciolo è sottile colorato di rosso-purpureo. La lamina ha una forma da obovata a oblanceolata. I margini sono dentati o lobati (il segmento apicale è ingrossato). Gli apici sono da arrotondati o ottusi. Le facce sono glabre o debolmente villose e colorate di verde scuro.
Infiorescenza. Le infiorescenze sono composte da singoli capolini peduncolati. Raramente da un singolo scapo possono ramificarsi due o tre capolini. I capolini sono formati da un involucro a forma da campanulata a oblunga composto da brattee (o squame) disposte in due serie principali in modo embricato, all'interno delle quali un ricettacolo fa da base ai fiori tutti ligulati. Le squame si dividono in interne ed esterne (queste ultime formano un calice basale all'involucro). Quelle esterne sono appressate all'involucro; hanno una forma da ovata a lanceolata; sono distinte e diseguali, in genere sono più brevi delle brattee interne; i margini possono essere scariosi; nella parte apicale sono caratterizzate dai "cornetti" la cui forma è utile per distinguere una specie dall'altra. Il ricettacolo è piano e butterato (alla fine diventa convesso), è inoltre nudo, ossia privo di pagliette a protezione della base dei fiori.
Fiori. I fiori tutti ligulati, sono tetra-ciclici (ossia sono presenti 4 verticilli: calice – corolla – androceo – gineceo) e pentameri (ogni verticillo ha in genere 5 elementi). I fiori sono ermafroditi, fertili e zigomorfi.
- Formula fiorale:

*/x K {\displaystyle \infty }, [C (5), A (5)], G 2 (infero), achenio
- Calice: i sepali del calice sono ridotti ad una coroncina di squame.
- Corolla: le corolle sono formate da una ligula terminante con 5 denti. La corolla è colorata di giallo carico (esternamente è striata di purpureo).
- Androceo: gli stami sono 5 con filamenti liberi e distinti, mentre le antere sono saldate in un manicotto (o tubo) circondante lo stilo.[17] Le antere sono e prive di codette e alla base sono acute. Il polline è tricolporato.[18]
- Gineceo: lo stilo è filiforme. Gli stigmi dello stilo sono due divergenti e ricurvi con la superficie stigmatica posizionata internamente (vicino alla base); sono colorati di giallo sporco.[19] L'ovario è infero uniloculare formato da 2 carpelli.
- Fioritura: da giugno a luglio.

Frutti. I frutti sono degli acheni con pappo. Gli acheni sono piccoli e con una componente rossastra ben evidente; la forma del corpo, variabile da oblanceoloide a obovoide o fusiforme, è appiattita, angolosa (con 4 - 12 coste), con cono, becco e pappo finale. La superficie in genere è glabra, mentre nella parte superiore (in prossimità del cono) è ricoperta da numerosi tubercoli ed aculei. Il cono apicale è lungo 1/5 della lunghezza dell'achenio, mentre il becco è lungo il doppio dell'achenio. Il pappo è persistente ed è formato da numerose (da 50 a 100) setole bianche (peli semplici) disposte su una serie.

## Biologia
- Impollinazione: l'impollinazione avviene tramite insetti (impollinazione entomogama tramite farfalle diurne e notturne).
- Riproduzione: la fecondazione avviene fondamentalmente tramite l'impollinazione dei fiori (vedi sopra).
- Dispersione: i semi (gli acheni) cadendo a terra sono successivamente dispersi soprattutto da insetti tipo formiche (disseminazione mirmecoria). In questo tipo di piante avviene anche un altro tipo di dispersione: zoocoria. Infatti gli uncini delle brattee dell'involucro si agganciano ai peli degli animali di passaggio disperdendo così anche su lunghe distanze i semi della pianta.

## Distribuzione e habitat

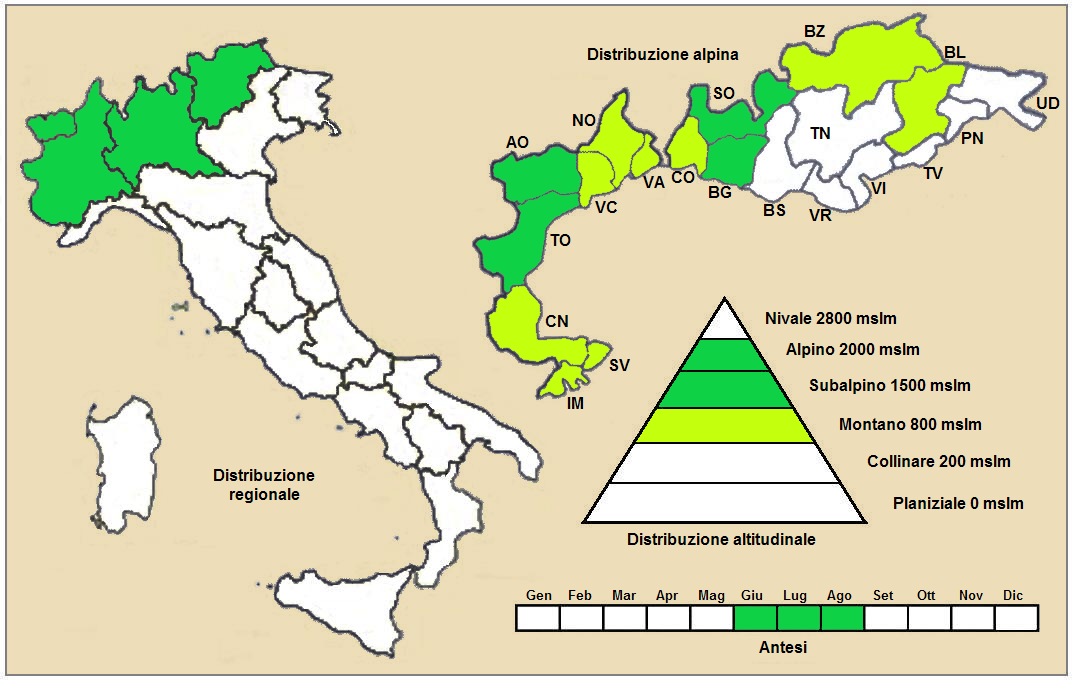
Distribuzione della pianta (Distribuzione regionale – Distribuzione alpina)

- Geoelemento: il tipo corologico (area di origine) è  Orofita - Sud Ovest Europeo.
- Distribuzione: in Italia questa specie è rara e si trova nelle Alpi. Fuori dall'Italia, sempre nelle Alpi, questa specie si trova in Francia, Svizzera e Austria.[21] Nel resto dell'Europa e dell'areale del Mediterraneo si trova nell'Europa occidentale.[3]
- Habitat: l'habitat preferito per queste piante sono gli ambienti umidi e palustri. Il substrato preferito è siliceo con pH acido, alti valori nutrizionali del terreno che deve essere umido.
- Distribuzione altitudinale: sui rilievi, in Italia, queste piante si possono trovare tra 1.500 e 2.700 m s.l.m.; nelle Alpi frequentano quindi i seguenti piani vegetazionali: subalpino, alpino e in parte quello montano.

### Fitosociologia
Dal punto di vista fitosociologico alpino Taraxacum schroeterianum appartiene alla seguente comunità vegetale:
Formazione: delle comunità delle paludi e delle sorgenti 
Classe: Scheuchzerio-Caricetea fuscae
Ordine: Caricetalia fuscae

## Tassonomia
La famiglia di appartenenza di questa voce (Asteraceae o Compositae, nomen conservandum) probabilmente originaria del Sud America, è la più numerosa del mondo vegetale, comprende oltre 23.000 specie distribuite su 1.535 generi, oppure 22.750 specie e 1.530 generi secondo altre fonti (una delle checklist più aggiornata elenca fino a 1.679 generi). La famiglia attualmente (2021) è divisa in 16 sottofamiglie.

### Filogenesi
Il genere di questa voce appartiene alla sottotribù Crepidinae della tribù Cichorieae (unica tribù della sottofamiglia Cichorioideae). In base ai dati filogenetici la sottofamiglia Cichorioideae è il terz'ultimo gruppo che si è separato dal nucleo delle Asteraceae (gli ultimi due sono Corymbioideae e Asteroideae). La sottotribù Crepidinae fa parte del "quarto" clade della tribù; in questo clade è in posizione "centrale" vicina alle sottotribù Chondrillinae e Hypochaeridinae.
La sottotribù è divisa in due gruppi principali uno a predominanza asiatica e l'altro di origine mediterranea/euroasiatica. Da un punto di vista filogenetico, all'interno della sottotribù, sono stati individuati 5 subcladi. Il genere di questa voce appartiene al subclade denominato "Ixeris-Ixeridium-Taraxacum clade". Nel clade Ixeris-Ixeridium-Taraxacum i primi due generi (Ixeris e Ixeridium) formano un "gruppo fratello", mentre il grande genere Taraxacum è in posizione "basale". In posizione intermedia, questo clade include anche il genere Askellia. [La precedente configurazione filogenetica è basata sull'analisi di alcune particolari regioni (nrITS) del DNA; analisi su altre regioni (DNA del plastidio) possono dare dei risultati lievemente diversi.]
I caratteri distintivi per il genere Taraxacum sono:
- le piante sono rizomatose;
- le foglie sono riunite in rosette radicali;
- le infiorescenze sono formate da capolini solitari e terminali;
- le brattee sono disposte in due serie;
- il tubo della corolla ha all'apice dei ciuffi di lunghi peli;
- i capolini hanno un numero elevato di fiori (fino a 300);
- i numeri cromosomici sono elevati;

Il genere Taraxacum è composto da numerosi "stirpi" o "aggregati" (o sezioni tassonomiche) le cui specie differiscono poco una dall'altra. La causa di questa elevata presenza di "specie collettive" è l'apogamia collegata a processi di poliploidizzazione (spesso sono presenti individui triploidi, tetraploidi, pentaploidi, esaploidi, e oltre). Un altro fattore importante per spiegare le variazioni, oltre alle mutazioni genetiche, è l'ibridazione.

Il successo della diffusione di questo genere (e anche della sua variabilità) è dato inoltre dal fatto che facilmente le sue specie si adattano ad ogni tipo di habitat (per questo in più parti sono considerate piante invasive); oltre a questo il "soffione", l'organo di supporto per la riproduzione, può contenere oltre un centinaio di pappi con relativi semi. 

Altre ricerche hanno collegato la maggiore frequenza della comparsa dell'apogamia in gruppi di specie situate in areali fortemente influenzati dall'antropizzazione; viceversa altri gruppi relegati in ambienti naturali più tranquilli si presentano con minore variabilità e una diploidia più bassa e costante. Per i motivi sopra esposti questo genere viene più facilmente descritto attraverso il concetto di "aggregato" (o specie collettive o sezioni), piuttosto che attraverso singole specie di difficile definizione. Attualmente (2022) il genere Taraxacum è suddiviso in 50 - 60 sezioni (secondo i vari Autori). In Europa sono presenti 35 sezioni, mentre in Italia sono presenti 16 sezioni (con circa 150 specie).
I caratteri distintivi per le specie di questa sezione sono:
- i cornetti apicali delle brattee esterne dell'involucro sono ben evidenti;
- la componente rossa degli acheni è visibile;
- il corno apicale dell'achenio è conico ed è lungo 1/5 del corpo dell'achenio.

Il numero cromosomico della specie è: 2n = 32.

### Sinonimi
Sono elencati alcuni sinonimi per questa entità:
- Taraxacum rhodocarpum Dahlst.